# 5,56×30mm MINSAS
O 5,56×30mm MINSAS é um cartucho de arma de fogo fabricado pela Ordnance Factory Board (OFB) para uso em combate a curta distância. Tem um alcance efetivo de 300 metros (980 pés) e boa penetração contra coletes à prova de balas. O "OFB" afirma que sua taxa de penetração é melhor do que o calibre de 9 mm. Atualmente o 5,56×30mm MINSAS, é suportado pela submetralhadora Modern Sub Machine Carbine e pela Amogh carbine.